# Сельское поселение «Знаменское» (Забайкальский край)
Се́льское поселе́ние «Знаменское» — муниципальное образование в Нерчинском районе Забайкальского края Российской Федерации.
Административный центр — село Знаменка.

## История
Статус и границы сельского поселения установлены Законом Читинской области от 19 мая 2004 года «Об установлении границ, наименований вновь образованных муниципальных образований и наделении их статусом сельского, городского поселения в Читинской области».
Закон Забайкальского края от 25 декабря 2013 года № 922-ЗЗК «О преобразовании и создании некоторых населенных пунктов Забайкальского края»:
Распоряжением Правительства России от 13 мая 2015 года № 860-Р селу Северная Знаменка присвоено название.

## Население
| 2010  | 2011  | 2012  | 2013  | 2014  | 2015  | 2016  |
| ----- | ----- | ----- | ----- | ----- | ----- | ----- |
| 1538  | ↘1532 | ↘1486 | ↘1456 | ↘1431 | ↘1421 | ↘1402 |
| 2017  | 2018  | 2019  | 2020  | 2021  |       |       |
| ↘1391 | ↘1381 | ↘1362 | ↘1356 | ↗1502 |       |       |

## Состав сельского поселения
| № | Населённый пункт  | Тип населённого пункта       | Население |
| - | ----------------- | ---------------------------- | --------- |
| 1 | Беломестново      | село                         | ↘145      |
| 2 | Берёзово          | село                         | ↘215      |
| 3 | Знаменка          | село, административный центр | ↘719      |
| 4 | Кангил            | село                         | ↘270      |
| 5 | Северная Знаменка | село                         |           |